# Scienza del sistema Terra
La scienza del sistema Terra cerca di integrare vari campi di studio accademico per comprendere la Terra come sistema. Essa considera l'interazione tra l'atmosfera, l'idrosfera, la litosfera (geosfera), la biosfera, e l'eliosfera.
Nel 1996, l'Unione geofisica americana, in cooperazione con il Consorzio di geologia Keck e con il supporto di cinque divisioni all'interno della Fondazione nazionale delle scienze, convocò un seminario "per definire obiettivi educativi comuni fra tutte le discipline delle scienze della Terra". Nella sua relazione, i partecipanti notavano che "I campi che compongono le scienze della Terra e dello spazio stanno attualmente subendo un importante avanzamento che promuove la comprensione della Terra come una serie di sistemi interconnessi." Riconoscendo l'ascesa di questo approccio sistemico, la relazione del seminario raccomandava che fosse sviluppato un corso di scienza del sistema della Terra con il sostegno della Fondazione nazionale delle scienze.

## Definizione
Il Science Education Resource Center del Carleton College nel Minnesota offre la seguente definizione:  "La scienza del sistema Terra abbraccia chimica, fisica, biologia, matematica e scienze applicate nel trascendere i confini disciplinari per trattare la Terra come un sistema integrato e cerca una comprensione più profonda delle interazioni fisiche, chimiche, biologiche e umane che determinano gli stati passati, attuali e futuri della Terra. La scienza del sistema Terra fornisce una base fisica per comprendere il mondo in cui viviamo e su cui l'umanità cerca di raggiungere la sostenibilità".

## Ispirazione alla teoria Gaia
Dopo molte critiche scientifiche, molti elementi della teoria Gaia sono considerati all'interno delle scienze ecologiche, essenzialmente coerenti con l'idea che il pianeta Terra sia l'oggetto finale dello studio ecologico. Gli ecologi generalmente considerano la biosfera come un sistema di ecosistemi e che la teoria Gaia, benché una semplificazione di quella originariamente proposta, sia coerente con una visione moderna di ecologia globale, che veicola i concetti di biosfera e biodiversità. Per promuovere la ricerca e la discussione in questi campi, era stata avviata un'organizzazione, Gaia Society for Research and Education in Earth System Science ("Società Gaia per la ricerca e l'educazione sulla scienza del sistema Terra").
Un esempio del cambiamento dell'accettabilità delle teorie Gaia è la dichiarazione di Amsterdam delle comunità scientifiche di quattro programmi internazionali di ricerca sui cambiamenti globali — l'International Geosphere-Biosphere Programme ("Programma internazionale sulla geosfera-biosfera", IGBP), l'International Human Dimensions Programme on Global Environmental Change ("Programma internazionale delle dimensioni umane sul cambiamento ambientale globale", IHDP), il World Climate Research Programme ("Programma di ricerca sul clima mondiale", WCRP) e il programma internazionale sulla biodiversità Diversitas — riconoscono che, in aggiunta alla minaccia di significativo cambiamento climatico, c'è una crescente preoccupazione per le sempre crescenti modificazioni umane di altri aspetti dell'ambiente globale e le conseguenti implicazioni per il benessere umano.
I programmi hanno dichiarato quanto segue:

La ricerca svolta negli ultimi dieci anni sotto gli auspici dei quattro programmi per affrontare queste preoccupazioni ha dimostrato che:
1. Il Sistema Terra si comporta come un unico sistema autoregolato con componenti fisici, chimici, biologici e umani. Le interazioni e retroazioni tra le parti che lo compongono sono complesse e presentano variabilità temporale e spaziale multi-scala. La comprensione delle dinamiche naturali del Sistema Terra è progredita notevolmente negli ultimi anni e fornisce una solida base per valutare gli effetti e le conseguenze del cambiamento indotto dall'uomo.
2. Le attività umane stanno influenzando significativamente l'ambiente della Terra in molti modi oltre alle emissioni di gas serra e al cambiamento climatico. I cambiamenti antropogenici alla superficie del suolo, agli oceani, alle coste e all'atmosfera della Terra e alla diversità biologica, al ciclo dell'acqua e ai cicli biogeochimici sono chiaramente identificabili al di là della variabilità naturale. Sono uguali ad alcune delle grandi forze della natura in ampiezza e incidenza. Molti stanno accelerando. Il cambiamento globale è reale e sta accadendo ora.
3. Il cambiamento globale non può essere inteso in termini di un semplice paradigma di causa ed effetto. I cambiamenti indotti dall'uomo causano molteplici effetti che si ripercuotono a cascata attraverso il Sistema Terra in modi complessi. Questi effetti interagiscono tra loro e con i cambiamenti su scala locale e regionale in modelli multidimensionali che sono difficili da comprendere e ancora più difficile da prevedere.
4. Le dinamiche del Sistema Terra sono caratterizzate da soglie critiche e cambiamenti improvvisi. Le attività umane possono inavvertitamente innescare tali cambiamenti con gravi conseguenze per l'ambiente e gli abitanti della Terra. Il Sistema Terra ha operato in stati diversi nel corso dell'ultimo mezzo milione di anni, con transizioni brusche (un decennio o meno) che a volte si verificano tra di essi. Le attività umane hanno il potenziale per convertire il Sistema Terra a modi alternativi di funzionamento che possono rivelarsi irreversibili e meno ospitali per gli esseri umani e altre forme di vita. La probabilità di un brusco cambiamento indotto dall'uomo nell'ambiente terrestre deve ancora essere quantificato, ma non è trascurabile.
5. In termini di alcuni parametri ambientali chiave, il Sistema Terra si è spostato ben al di fuori della gamma di variabilità naturale mostrata almeno nel corso dell'ultimo mezzo milione di anni. La natura dei cambiamenti che si verificano ormai simultaneamente nel Sistema Terra, le loro grandezze e i tassi di variazione sono senza precedenti. La Terra sta attualmente funzionando in uno stato non analogico.

Sir Crispin Tickell, alla 46ª Conferenza annuale Bennett per il 50º Anniversario di Geologia presso l'Università di Leicester, nel suo recente discorso "Scienza dei sistemi della Terra: stiamo facendo troppa pubblicità a Gaia?" ha dichiarato: "Come teoria, Gaia sta vincendo".
Ha continuato: "Lo stesso vale per la scienza dei sistemi della Terra, che ora è la preoccupazione della Geological Society di Londra (con la quale la Gaia Society si è recentemente fusa). Qualunque sia l'etichetta, scienza dei sistemi della Terra, o Gaia, è ormai diventato un argomento importante di indagine e di ricerca, e non deve più giustificare sé stessa."
Questi risultati sembrano essere pienamente in accordo con la teoria Gaia. Nonostante questa approvazione, il defunto W. D. Hamilton, uno dei fondatori del moderno darwinismo, pur ammettendo la base empirica dei processi omeostatici planetari su cui si basa Gaia, afferma che si tratta di una teoria ancora in attesa del suo Copernico. La natura omeostatica del sistema globale è stato riconosciuta come una conseguenza della seconda legge della termodinamica. Nel loro esauriente libro sulla termodinamica della vita, Eric D. Schneider e Dorion Sagan affermano che Gaia fa parte di una classe di sistemi termodinamici complessi, non solo quelli viventi, che sono naturalmente finalizzati; e che la vita ottimizza piuttosto che massimizza la produzione di entropia.

## Le riviste scientifiche
Studi relativi alla disciplina sono stati pubblicati sulla rivista ad accesso aperto Earth Perspectives. e nel Journal of Earth System Science, precedentemente intitolato Proceedings of the Indian Academy of Sciences (Earth and Planetary Sciences).